# وورك إت آوت
«وورك إت آوت» (بالإنجليزية: Work It Out)‏، هي أغنية لفرقة الهارد روك البريطانية ديف ليبارد من ألبومها من عام 1996، سلانغ. أُصدرت كأغنية منفردة لاحقاً تلك السنة، ووصلت للمرتبة السادسة على لائحة الروك السائد الأمريكية والمرتبة 22 على لائحة الأغاني المنفردة في المملكة المتحدة. كانت الأغنية واحدة من اثنتين - الثانية كانت «سلانغ» - التي برزت من ألبومها الأصلي سلانغ على ألبومين الفرقة التجميعيين لأفضل الأعمال بيست أوف ديف ليبارد وروك أوف إيجز: ذا ديفينيتف كوليكشن اللذين صدرا في 2004 و2005 على التوالي. في إشارة للأغنية، قال المغني الرئيسي جو إليوت في تعليق الألبوم سلانغ أن الأغنية «وورك إت آوت» «كانت مساهمة فيفيان [كامبل] الأولى في كتابة الأغاني للفرقة» وأن إليوت «حظي بهذه الفرصة بأن يوصل إيغي بوب بداخله بدلاً من الصريخ في هذا التسجيل العالي كما فعل [هو] في الماضي».
كانت الأغنية المصورة من إخراج نيجل ديك في أبريل 1996 في استوديوهات أوكسيدنتال، لوس أنجلوس، كاليفورنيا. أصدرت الأغنية المصورة في مايو 1996. لم تُغنَّ «وورك إت آوت» في الحفلات الموسيقية للفرقة منذ جولة سلانغ العالمية في 1997.

## قائمة الأغاني

### سي دي: بلادجن ريفولا - ميركري / LEPDD16 (المملكة المتحدة) / 578 271-2 (دولياً)
احتوت هذه الأغنية المنفردة على بطائق المجمع البريدية لأغلفة ألبومات ديف ليبارد الكلاسيكية. احتوت على البطائق البريدية للألبومات أون ثرو ذا نايت، وهاي 'ن' دراي، وبايرومانيا، وهستيريا، مع تعليقات أعضاء الفرقة على الغلاف الخلفي.
1. «وورك إت آوت»
2. «وورك إت آوت» (النسخة التجريبية الأصلية)
3. «تروث؟» (النسخة التجريبية الأصلية)

### سي دي: بلادجن ريفولا - ميركري / LEPCD16 (المملكة المتحدة) / 578 270-2 (دولياً)
1. «وورك إت آوت»
2. «موف وذ مي سلولي»
3. «تو ستيبس بيهايند» (النسخة الصوتية المباشرة)

### سي دي: بلادجن ريفولا / ميركري / LC0268 (المملكة المتحدة) / 578 293-2 (دولياً)
1. «وورك إت آوت»

ُ# «موف وذ مي سلولي»
1. «وورك إت آوت» (النسخة التجريبية الأصلية)
2. «تروث؟» (النسخة الأصلية)

## لوائح
| اللائحة (1996-1997)                       | أعلى مركز |
| ----------------------------------------- | --------- |
| لائحة الأغاني المنفردة الأسترالية         | 43        |
| لائحة الأغاني المنفردة الكندية            | 9         |
| لائحة الأغاني المنفردة في المملكة المتحدة | 22        |
| أغاني الروك السائد الأمريكية              | 6         |